# Robert Wanke

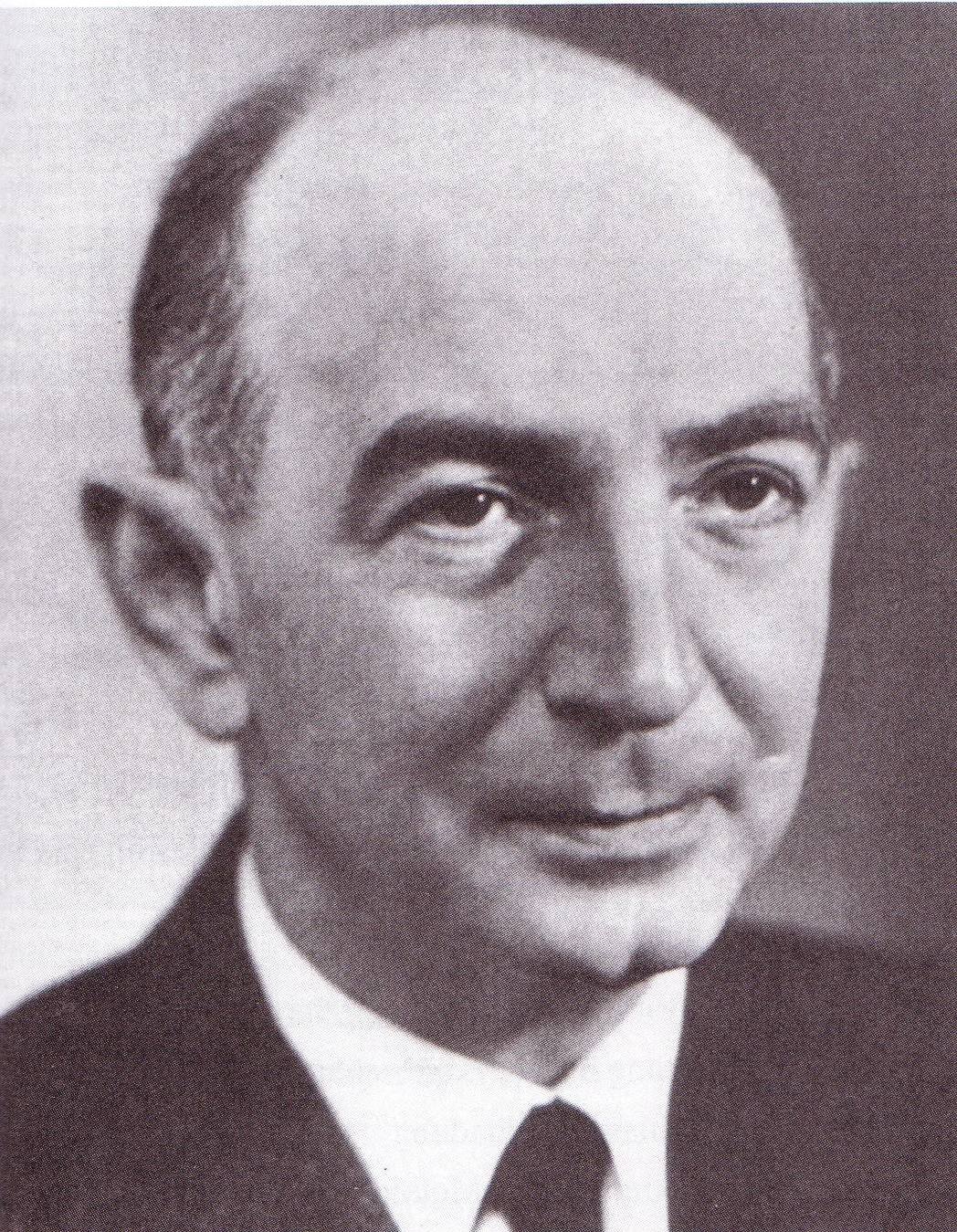
Robert Wanke

Robert Wanke (* 1. August 1896 in Leobschütz, Oberschlesien; † 18. Dezember 1962 in Kiel) war ein deutscher Chirurg und Hochschullehrer.

## Leben
Wanke studierte an der Julius-Maximilians-Universität Medizin. 1919 wurde er im Corps Nassovia Würzburg aktiv. Als Inaktiver wechselte er an die Christian-Albrechts-Universität zu Kiel, die ihn 1922 zum Dr. med. promovierte. Schon in der chirurgischen Ausbildung kam Wanke weit herum. Er war bei Anton Eiselsberg in Wien, Hans von Haberer in Graz und Herbert Olivecrona in Stockholm. Wissenschaftlichen Kontakt hielt er zu Kollegen in Padua und Japan (Komei Nakayama). Als Katholik wurde er Chefarzt des evangelischen Krankenhauses in Flensburg. In Kiel wurde er im November 1946 Nachfolger seines Vorbilds und Lehrers Wilhelm Anschütz. Als Direktor der Chirurgischen Universitätsklinik Kiel richtete er die erste selbständige Abteilung für Anästhesiologie ein. Von 1955 bis 1963 war er Vorsitzender der Schleswig-Holsteinischen Krebsgesellschaft e. V. 1949 und 1958 leitete er die 63. und 81. Tagung der Vereinigung Nordwestdeutscher Chirurgen. Wanke bezeichnete sich selbst als Neurochirurgen und Gefäßchirurgen. 1959 berichtete er über tausend gefäßchirurgische Eingriffe, darunter etwa 800 Grenzstrangresektionen. Dabei war er ein ausgesprochen vielseitiger Chirurg. Er sensibilisierte die Frauen, Kollegen und Kostenträger für die Früherkennung des Brustkrebses. Er befasste sich auch mit Knochentumoren, der Endokrinen Chirurgie, der Magenchirurgie, der Trichterbrust und dem Thoracic-outlet-Syndrom. Als Pianist begleitete er die Sängerinnen Marianne Bergrath und Emmi Leisner. Johann Lubinus ebnete ihm den Weg nach Schleswig-Holstein.

## Werke
- Pathologische Physiologie der frischen, geschlossenen Hirnverletzung, insbesondere der Hirnerschütterung; klinische, anatomische und experimentelle Befunde : nebst Anhang: Therapeutische Folgerungen. Stuttgart 1948.
- mit Hartwig Eufinger und Heinz Junge: Chirurgie der großen Körpervenen mit 71 Abb. in 96 Einzeldarstellungen. Stuttgart 1956.
- Knochenbrüche und Verrenkungen. München 1967.

## Weblinks

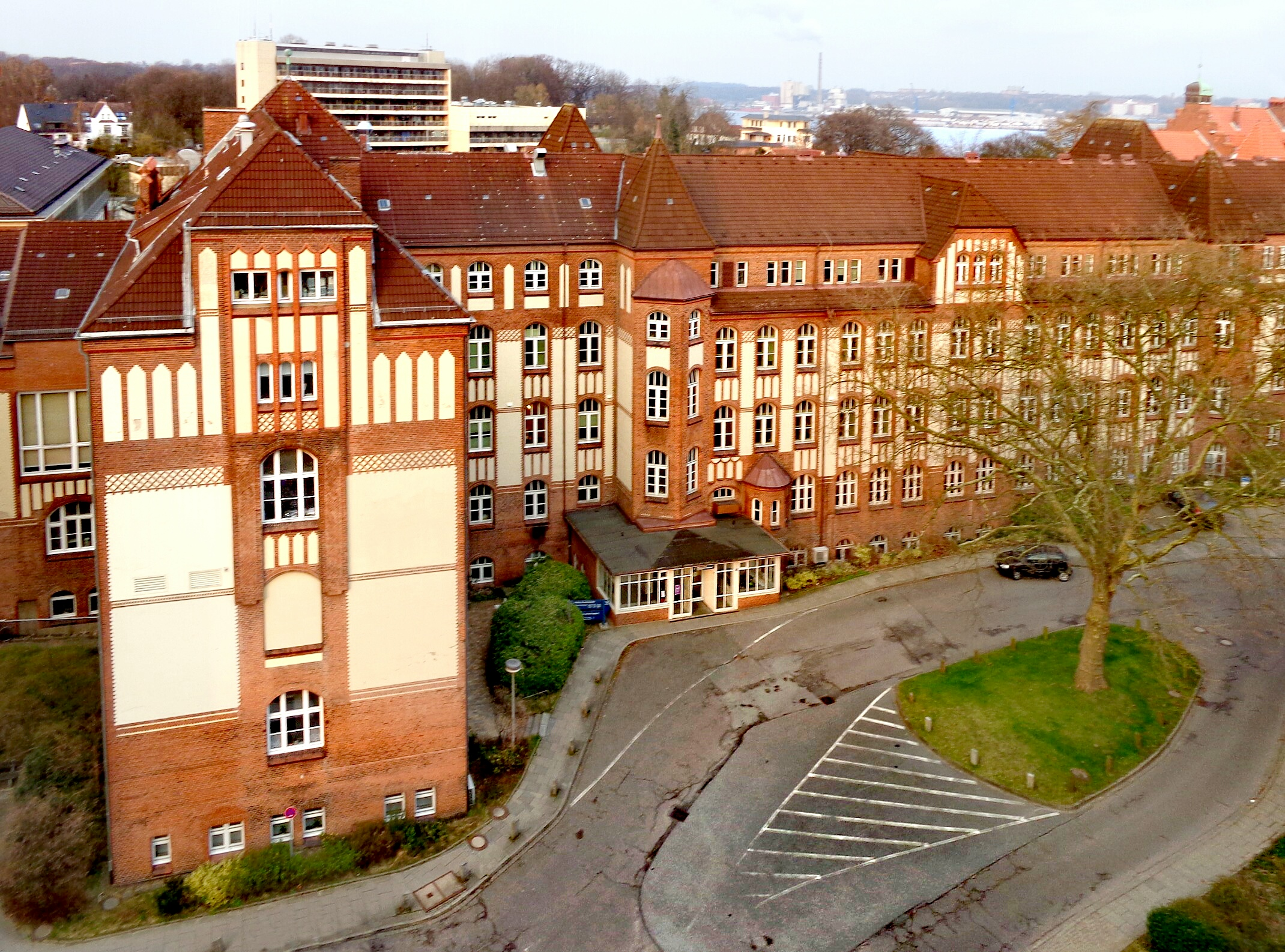
Alte Kieler Chirurgie